# Distrito de Warangal
Warangal (en telugú; వరంగల్ జిల్లా, urdu; وارنگل ضلع) es un distrito de India en el estado de Telangana. Código ISO: IN.AP.WA.
Comprende una superficie de 12 846 km².
El centro administrativo es la ciudad de Warangal.

## Demografía
Según censo 2011 contaba con una población total de 3 522 644 habitantes.